# 기독교문화연구소
한국기독교문화연구소(연세대학교 신학대학 연세대학교 연합신학대학원 부설 연구소, 1965년~현재)는 한국에서의 기독교와 문화와의 관계를 연구하여 한국 기독교와 신학교육의 발전에 기여함을 목적으로 1965년 연세대학교 신과대학 부설 연구소로 설립되었다. 설립 목적을 따라 신학학술전문지인<신학논총>과 를 발행하고 있으며, [용재 백낙준 박사: 기념강좌], [남은 김인서 목사: 기념강좌], [21세기 영성 공동체와 미래: 연속공개강좌], [한류와 정의: 연속공개강좌], [신학이 있는 교회건축: 연속공개강좌], [한류의 현지화와 종교: 국제세미나], [세월호 참사와 지구적 위기에 대한 생태신학적 성찰: 세미나], [세월호 이후의 신학: 세미나], [생명의 신학: 국제학술심포지엄], [2015 춘계 한국종교학대회] 등 각종 연구발표회와 강연회 및 학술대회를 개최하였으며, [공개학술강좌]는 매 학기마다 몇 차례씩 꾸준히 개최하여 신학의 새로운 지평을 열어가고 있다.

###### 참조
기독교문화연구소 홈페이지